# Hadley (Minnesota)
Hadley é uma cidade localizada no estado americano de Minnesota, no Condado de Murray.

## Demografia
Segundo o censo americano de 2000, a sua população era de 81 habitantes.
Em 2006, foi estimada uma população de 74, um decréscimo de 7 (-8.6%).

## Geografia
De acordo com o United States Census Bureau tem uma área de
1,0 km², dos quais 0,7 km² cobertos por terra e 0,3 km² cobertos por água. Hadley localiza-se a aproximadamente 501 m acima do nível do mar.

## Localidades na vizinhança
O diagrama seguinte representa as localidades num raio de 20 km ao redor de Hadley.